# Caecilia (geslacht)
Caecilia is een geslacht van wormsalamanders (Gymnophiona) uit de familie Caeciliidae. De wetenschappelijke naam van het geslacht werd in 1758 gepubliceerd door Carl Linnaeus.
Van dit geslacht komen vertegenwoordigers voor in delen van Midden- en Zuid-Amerika.

## Soorten
- Caecilia abitaguae
- Caecilia albiventris
- Caecilia antioquiaensis
- Caecilia armata
- Caecilia attenuata
- Caecilia bokermanni
- Caecilia caribea
- Caecilia corpulenta
- Caecilia crassisquama
- Caecilia degenerata
- Caecilia disossea
- Caecilia dunni
- Caecilia flavopunctata
- Caecilia gracilis
- Caecilia guntheri
- Caecilia inca
- Caecilia isthmica
- Caecilia leucocephala
- Caecilia marcusi
- Caecilia mertensi
- Caecilia nigricans
- Caecilia occidentalis
- Caecilia orientalis
- Caecilia pachynema
- Caecilia perdita
- Caecilia pressula
- Caecilia subdermalis
- Caecilia subnigricans
- Caecilia subterminalis
- Caecilia tentaculata – Linnaeus' wormsalamander
- Caecilia tenuissima
- Caecilia thompsoni
- Caecilia volcani